# Kaltenengers
Kaltenengers település Németországban, Rajna-vidék-Pfalz tartományban. Lakosainak száma 2232 fő (2023. december 31.).

## Népesség
A település népességének változása:
| Lakosok száma | 1786 | 2137 | 2170 | 2149 | 2202 | 2232 |
|               | 1975 | 2017 | 2019 | 2021 | 2022 | 2023 |